# Moonflower (álbum)
Moonflower es un álbum doble lanzado en 1977 por Carlos Santana con canciones de estudio y en vivo, es quizás el álbum más popular del grupo en la década. 

Lado 1 
"Dawn/Go Within" – 2:44 (Studio)
"Carnaval" – 2:17 (En vivo)
"Let the Children Play" (Leon Patillo, Santana) – 2:37 (En vivo)
"Jugando" (José "Chepito" Areas, Santana) – 2:09 (En vivo)
"I'll Be Waiting" (Santana) – 5:20 (Studio)
"Zulu" – 3:25 (Studio)
Lado 2
"Bahia" – 1:37 (Studio)
"Black Magic Woman/Gypsy Queen" (Peter Green, Gábor Szabó) – 6:32 (En vivo)
"Dance Sister Dance (Baila Mi Hermana)" (Leon Chancler, Coster, David Rubinson) – 7:45 (En vivo)
"Europa (Earth's Cry Heaven's Smile)" – 6:07 (En vivo)
Lado 3
"She's Not There" (Rod Argent) – 4:09 (Studio)
"Flor d'Luna (Moonflower)" (Coster) – 5:01 (Studio)
"Soul Sacrifice/Head, Hands & Feet" (Santana, Gregg Rolie, David Brown, Marcus Malone, Graham Lear) – 14:01 (En vivo)
Lado 4
"El Morocco" – 5:05 (Studio)
"Transcendance" (Santana) – 5:13 (Studio)
"Savor/Toussaint L'Overture" (Santana, Rolie, Brown, Michael Carabello, Michael Shrieve, Areas) – 12:56 (En vivo)

Banda
Greg Walker – vocales
Carlos Santana – guitarra, vocales, percussion
Tom Coster – teclados
Pablo Tellez – bass, vocales (canciones en vivo)
David Margen – bass (canciones de studio)
Graham Lear – batería
Raul Rekow – percussion
José "Chepito" Areas – percussion (canciones en vivo)
Pete Escovedo – percussion (canciones de studio)
Tommy Coster (Jr) – teclados
- Datos: Q671022